# Gonzague Dubar

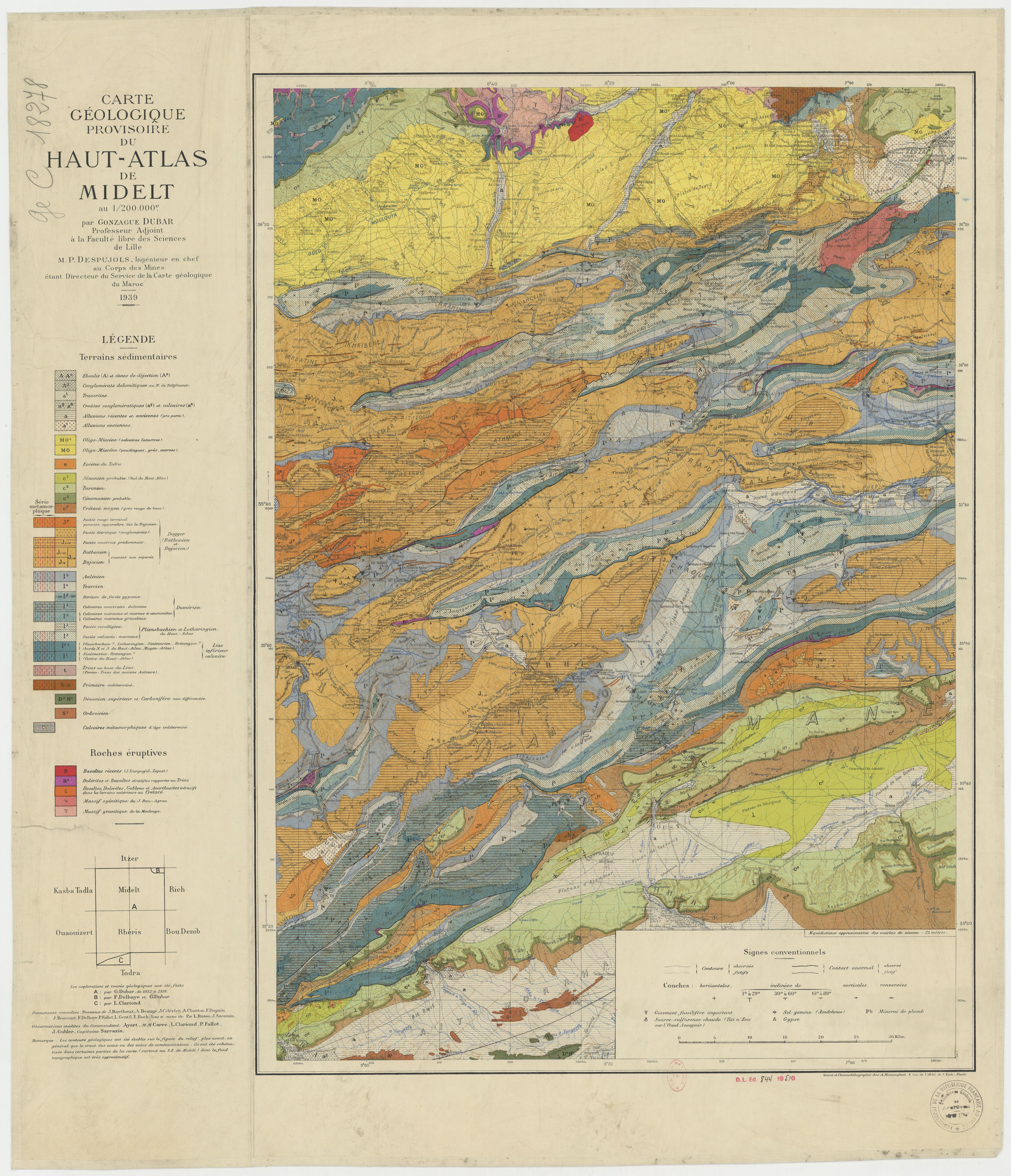
Mapa geologiczna części Atlasu Wysokiego w Maroku autorstwa G. Dubara i P. Despujolsa

Gonzague Dubar (1896–1977) – francuski duchowny rzymskokatolicki, prezbiter, kanonik; geolog i paleontolog.

## Życiorys
Urodził się 20 marca 1896 w Mouvaux. W 1926 uzyskał tytuł doktora na podstawie rozprawy o liasie Pirenejów. W tym samym roku przyjął święcenia prezbiteratu. Był uczniem Gastona Delépine'a. Od 1929 do emerytury w 1966 pracował na Université libre de Lille (obecnie Université catholique de Lille). Wśród jego uczniów był René Mouterde. Zmarł 22 grudnia 1977.

## Osiągnięcia naukowe
Przez całe życie zajmował się stratygrafią i paleontologią liasu. Prowadził badania terenowe we Francji (Pireneje, Ardeny) i Afryce Północnej (przede wszystkim Maroko). Był autorem lub współautorem ponad 100 publikacji naukowych, w tym kilku map geologicznych.
Zajmował się ramienionogami i amonitami; opisał kilkanaście nowych gatunków. Dzięki opracowanej przez siebie metodzie udało mu się wypreparować w całości szkielety lofoforów jurajskich ramienionogów z rzędu Spiriferinida. 

## Upamiętnienie
Na jego cześć nazwano rodzaj i gatunek amonitów pliensbachu Dubariceras dubari Dommergues, Mouterde & Rivas, 1984.